# Liliane Lijn

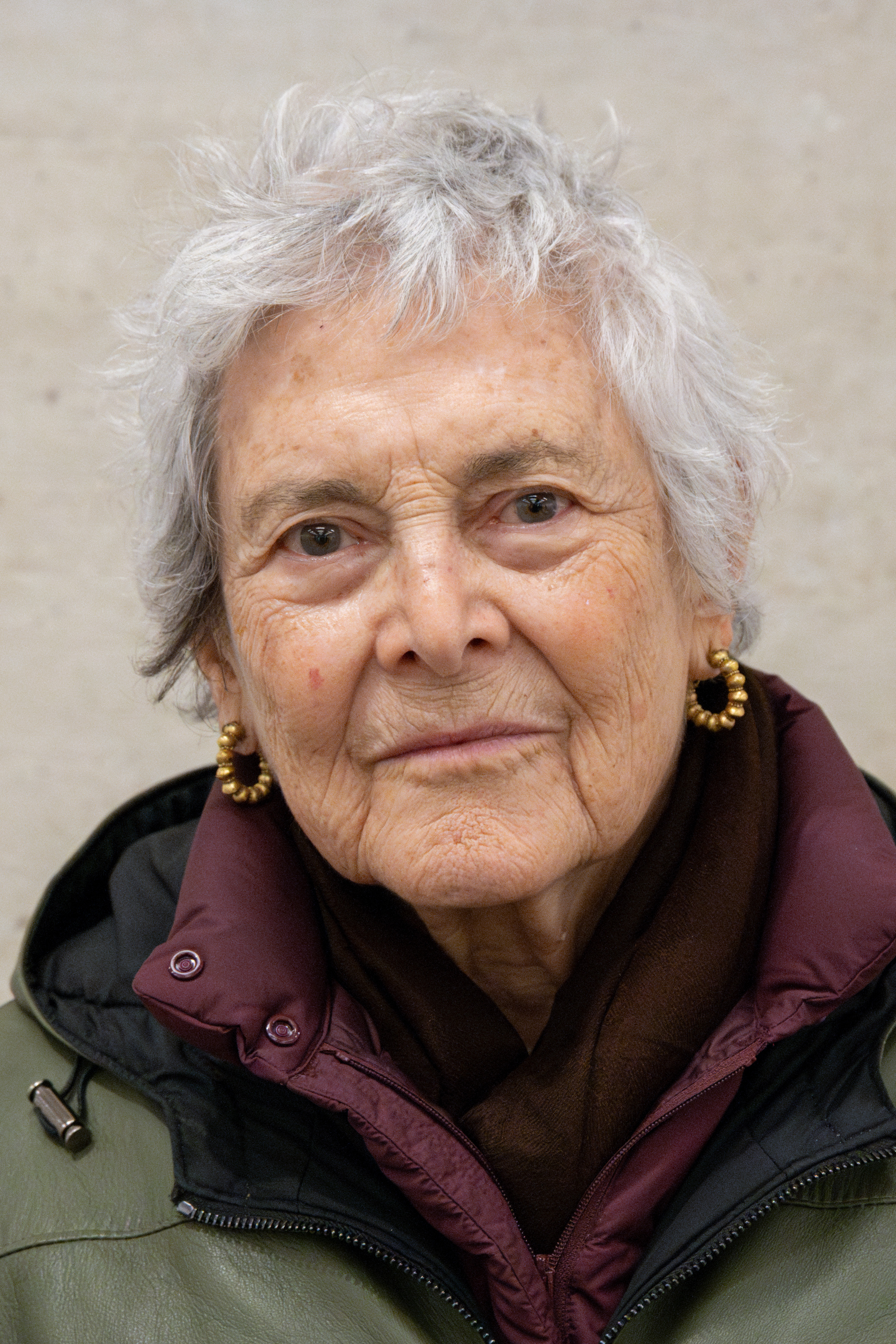
Liliane Lijn, 2025

Liliane Lijn (* 22. Dezember 1939 in New York) ist eine amerikanische Künstlerin, die als Pionierin der Verbindung von Kunst, Wissenschaft und Technologie gilt. Ihr Werk, das von ihrer multikulturellen Kindheit und den Einflüssen des Surrealismus geprägt ist, umfasst kinetische Skulpturen, Lichtinstallationen und experimentelle Arbeiten mit Sprache. Lijn war eine der ersten Künstlerinnen, die Elektromotoren, Licht und Text in der Kunst einsetzten. Ihre Arbeiten thematisieren Energie, Bewegung sowie feministische Fragestellungen.

## Leben
Liliane Lijn wurde 1939 als erstes von zwei Kindern in New York geboren, vier Monate nachdem ihre Mutter und Großmutter mit dem Boot aus Antwerpen gekommen waren. Lijns Eltern, Herman Segall und Helena Nuischa Kustanowicz, stammten aus russisch-jüdischen Familien und hatten sich bei Ausbruch des Zweiten Weltkriegs in Amerika niedergelassen.
Laut eigenen Angaben wuchs Lijn mit sechs Sprachen auf. Die Eltern unterhielten sich hauptsächlich auf Deutsch, während ihre Mutter mit ihrer eigenen Mutter, die im selben Haushalt lebte, Polnisch sprach. Ihr Vater hingegen pflegte mit ihr den Austausch auf Russisch. Lijns Großvater väterlicherseits, der ebenfalls zur Familie gehörte, sprach mit ihrem Vater Jiddisch. Zudem kommunizierten ihre Onkel und Tanten auf Französisch, und alle bemühten sich, mit Lijn und ihrem Bruder Englisch zu sprechen. Die vielen kulturellen Kontexte und Sprachen haben Lijns Werk stark geprägt.
Lijns Vater betrieb ein Uhren-Import-Export-Geschäft und war später einer der ersten Vertreter für japanische Transistorradios und die ersten Walkmans.
Im Alter von 9 Jahren trennten sich die Eltern und Lijn wurde zunächst für vier Jahre auf ein Internat in Vermont geschickt, bevor sie eine Schule in Pennsylvania besuchte. Ein Jahr später zog ihr Vater nach Genf und nahm Lijn und ihren Bruder mit. Lijns Mutter zog daraufhin nach Lugano, Lijn lebte fortan bei ihr und besuchte dort die Schule, wo sie fließend Französisch und Italienisch lernte. Anderthalb Jahre vor ihrem Abschluss verließ Lijn die Schule, ausgelöst durch eine Begegnung mit Nina Thoeren, ihrer ehemaligen Klassenkameradin, deren Mutter eine surrealistische Malerin war.
1958 zog Lijn mit dem Ziel, Künstlerin zu werden, nach Paris. Sie studierte Archäologie an der Sorbonne und Kunstgeschichte an der École du Louvre. Zur gleichen Zeit begann Lijn zu zeichnen und zu malen, während sie an Treffen der surrealistischen Gruppe teilnahm, wo sie den französischen Schriftsteller, Dichter und Theoretiker André Breton traf.
1961 lebte Lijn vorwiegend in New York, heiratete den griechischen Künstler Takis Vassilakis und hatte mit ihm einen Sohn namens Thanos, der 1962 auf die Welt kam. Mitte der 1960er-Jahre erstellte Lijn und ihr Mann das Design für ein rundes Haus und bauten es in der Nähe von Athen, das viele Aspekte ihrer Arbeit, ihrer Philosophie und ihres Lebens vereint. Im Jahre 1966 trennten sich Lijn und Vassilakis und Lijn zog nach London.
1968 heiratete Lijn den Fotografen und Industriellen Stephen Weiss, mit dem sie zwei Kinder hatte, Mischa (geb. 1975) und Sheba (geb. 1977). Von 1983 bis 1990 war Lijn Mitglied des Verwaltungsrats der Byam Shaw Art School.
Im Sommer 2005 arbeitete Lijn in Kalifornien und war die erste Künstlerin, die ein internationales Kunststipendium des Arts Council England in Zusammenarbeit mit dem Leonardo Network und der NASA am Space Sciences Laboratory der University of California erhielt.
Lijn lebt und arbeitet in London.

## Werk
Lijn gilt als erste Künstlerin, die mit kinetischem Text arbeitete und bereits 1962 sowohl Licht als auch Text erforschte. Sie ist zudem die erste Künstlerin, die ein Werk mit einem Elektromotor ausgestellt hat.
Lijn nutzt Kombinationen aus industriellen Materialien und künstlerischen Prozessen und wird als Pionierin der Interaktion von Kunst, Wissenschaft, Technologie, Sprache, östlicher Philosophie und weiblicher Mythologie gesehen. Seit den 1970er-Jahren kommen explizit feministische Fragestellungen hinzu.

### Poem Machines (1962–68)
Es handelt sich hierbei um kinetische Kunstwerke, in denen sich Zylinder und Kegel mit aufgedruckten Wörtern aus Gedichten von befreundeten Poeten mit hoher Geschwindigkeit drehen, bis sie verschwimmen und vibrieren. Lijn versetzt damit die Wörter in Schwingungen und „befreit“ sie von einer fixen Bedeutung. Diese motorisierten Kunstwerke zeigen Lijns Auseinandersetzung mit Sprache und Poesie. Lijns Intention mit diesem Wechsel auf einen visuellen Ausdruck war es zu zeigen, dass für sie Worte ihre Kraft verloren hatten. Der Einsatz von Maschinen zur Erstellung von Gedichten entsprang der surrealistischen Idee des automatischen Schreibens.
Die Übertragung von Energie und Bewegung wurde seit den frühen 1960er-Jahren zum kennzeichnenden Faktor in Lijns Œuvre.

### Liquid Reflections (1968)
Ihre Skulptur spiegelt die Bewegung von Teilchen und Planeten wider. Lijn experimentiert mit rotierenden Linsen und Projektoren. Sie schuf Linsen aus Wasser und dicken Plexiglasblöcken, um Licht auf neue Weise zu brechen und zu reflektieren. Die Physik von Licht und Materialien beschrieb sie als „reine Poesie“.

### Koan-Serie (seit Mitte der 1960er Jahre)

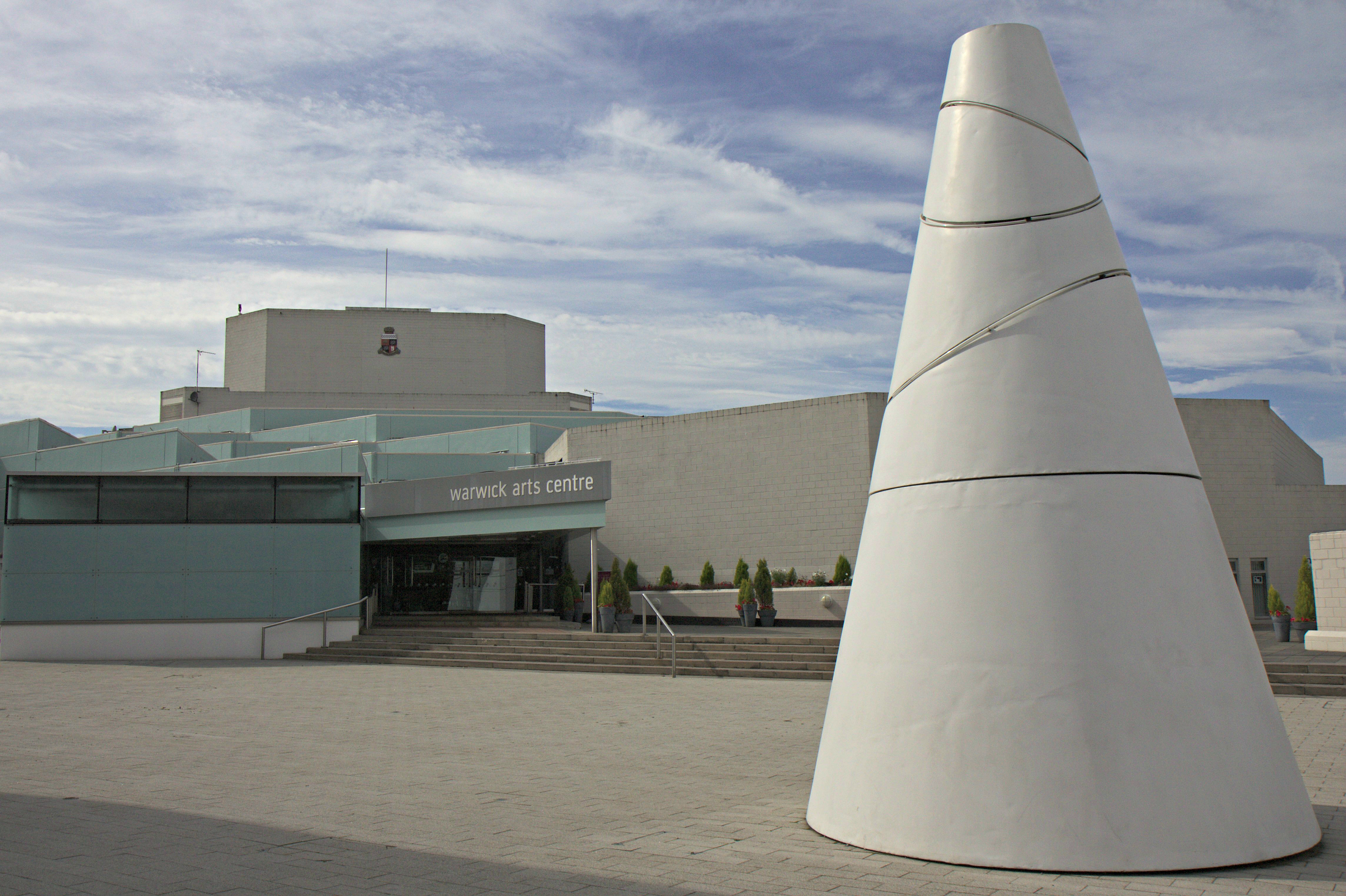
White Koan, Warwick Arts Centre

Im Laufe ihrer künstlerischen Karriere hat Lijn kegelförmige Kunstwerke namens Koans geschaffen, die zu einer zentralen skulpturalen Form in ihrem Werk wurden und die sie als weibliches Symbol betrachtet. Das japanische Wort Kōan kommt aus dem Zen-Buddhismus und dient dazu, das rationale Denken zu durchbrechen und zur direkten Einsicht zu führen. Während sich die Kegel drehen, scheinen dünne Abschnitte aus transparentem Material als geschwungene Linien zu steigen und zu fallen und dabei ihre Form zu verlieren.

### Female Figures (seit 1979)
Lijns Auseinandersetzung mit der menschlichen Form und dem weiblichen Körper zeigt sich besonders in der Werkreihe Female Figures. In diesen Skulpturen stellt Lijn archetypische weibliche Figuren oder Göttinnen dar, die futuristische Züge tragen und Elemente von Maschine, Tier und Pflanze vereinen. Die Figuren sind aus industriellen Materialien wie Aluminium oder Stahl sowie weichen Staubwedeln, synthetischen Fasern und Klaviersaiten gefertigt. Als Köpfe setzt die Künstlerin diesen Skulpturen optische Glasprismen auf, wie sie auch in militärischen Beobachtungsgeräten verwendet werden. Diese Glasprismen, die das Licht in die Spektralfarben eines Regenbogens aufbrechen, stehen metaphorisch für die Klarheit des Geistes, Erkenntnis und Erleuchtung. In Lebensgröße stehen diese hybriden Figuren den Betrachtenden gegenüber und widersetzen sich normativen geschlechterspezifischen Zuschreibungen.
Beispiele für diese Skulpturen sind Lady of the Wild Things (1983) sowie Woman of War (1986). Als lebendig gewordene Maschinenkunst führen sie ein sechsminütiges Drama auf, das Bewegung, Klang und Licht umfasst. Sie sind interaktiv und automatisiert. Der Woman of War, Sinnbild für Aggression und Wut, verlieh Lijn ihre menschliche Stimme für ein Lied. Die Lady of the Wild Things, Schutzgöttin der Natur, hört dieser Stimme zu und verwandelt den Klang in Lichtsignale (250 LEDs), die durch ein Flügelpaar aus Stahl und PVC-Fasern in Rot und Grün flackern und mit Lautstärke und Tonhöhe auf die aufgenommenen Stimme reagieren.
Electric Bride (1989), eine Installation aus Aluminium, Stahl, Hahnenfedern, Elmflex Glimmer, Messing und mundgeblasenem Glas, stellt eine bizarre Gestalt mit vielen Schichtungen dar, die in einem Stahlkäfig eingeschlossen und mit diesem durch rotglühende Drähte verkabelt ist. Sie flüstert ein Gedicht, das vom Mythos einer sumerischen Göttin und deren Abstieg in die Unterwelt handelt. Lijn verleiht hier einem anderen weiblichen Archetyp Gestalt.

### Look A Doll! – My Mother’s Story (1998–2000)
Das 62-minütige Video erforscht die Kindheit von Lijns Mutter in Russland und Polen anhand von Interviews, Fotomontagen und Archivfilmausschnitten. Der Film erweitert das autobiografische Thema, das in Lijns Buch „Her Mother’s Voice“ entwickelt wurde, und schildert die Realität des Familienlebens einer Jüdin, die im 20. Jahrhundert in den Jahren vor dem Holocaust geboren wurde. Es ist eine Inszenierung mündlicher Überlieferungen zwischen Generationen sowie zwischen Mutter und Tochter.

### Weitere Werke (Auswahl)
- 1959: Beginning, Zeichnung[13]
- 1959: Two Worlds, Zeichnung[13]
- 1960: Starspace 1 – 8[14]
- 1961: Reflection Tableaux, Elektromotoren, Plexiglaszylinder und Acryllinsen[4]
- 1961: Double Drilling[15]
- 1962: Echo-Lights, Projektoren, Acryllinsen und Plexiglasblöcke[4]
- 1962: Get Rid of Government Time, Letraset auf lackierter Metalltrommel, Kunststoff, lackiertes Metall, Motor, Text aus einem Gedicht von Nazli Nour[3][5]
- 1962: Le Vibrograph, zwei horizontale Zylinder mit parallelen schwarzen Linien, die beim Drehen farbige Interferenzmuster erzeugen[2]
- 1962: Young Universe, Letraset auf lackierter Metalltrommel, lackiertes Holzgehäuse und Motor[16]
- 1960er-Jahre: Poemcons, von innen beleuchtete und rotierende Kegel mit eingraviertem Text[17]
- 1963: Atom Body was Light, Leeds Art Gallery, Leeds[18]
- 1963: Atom Born Beings[14]
- 1964: Round House, zusammen mit Takis Vassilakis entworfenes Gebäude in Gero Vuono[2]
- 1964–65: Time is Change, Kork, Kunststoff, Metall und Papier[19]
- 1965: Arise Alive, Gedicht von Leonard D. Marshall[3]
- 1965: Eroskon[20]
- 1965: Man is Naked, Letraset, Ölfilter, Kunststoff, lackiertes Metall und Motor[2]
- 1965: Time Forces Split[14]
- 1966: Cosmic Flares III, The Roberts Institute of Art, London[21]
- 1967: Prism Flares, Polymerlinsen auf Acryl und Acrylprismen in Metallrahmen, Lichter und abnehmbarer programmierter digitaler Schaltregler, Tate Britain, London[22]
- 1967–68: Act as Atom[23]
- 1968: E=mc3[23]
- 1968: Liquid Reflections, Siebdruck auf Papier, Tate Britain, London[24]
- 1968: Liquid Reflections / Series 2 (32"), Acryltrommel mit Wasser, Drehteller und Projektorlampe, Acrylkugeln[3]
- 1969: Inner Space Outer Space 1, Collage[3]
- 1969: Linear Light Column[25]
- 1969: Space Displace Koan, Fiberglas, Polyesterharz, Leuchtstoffröhre und Motor, Tate Britain, London[26]
- 1969: See Thru Koan, Fiberglas, Plexiglas und Motor, British Museum, London[27]
- 1970: Hanging Gardens of Rock City, Collage, British Museum, London[28]
- 1970: Linear Light Columns, große rotierende, mit Kupferdraht umwickelte Ölfilter, die schimmernde optische Lichtwellen erzeugten.[7]
- 1970: Poem Power Game Oracle[2]
- 1970: Red Tower[14]
- 1970: Whirling Wind Koan, windbetriebene Kegel- und Lamellenskulptur[4]
- 1971: Electronic Goddess, Elektronische Letrafilm- und Letraset-Symbole auf Papier, auf Karton montiert[23]
- 1971: Industrial landscapes, Druck, British Museum, London[29]
- 1971: Koan-Cuts I, Siebdruck auf Papier, Tate Britain, London[30]
- 1971: Koan-Cuts II, Siebdruck auf Papier, Tate Britain, London[31]
- 1971: Koan-Cuts III, Siebdruck auf Papier, Tate Britain, London[32]
- 1971: Koan-Cuts IV, Siebdruck auf Papier, Tate Britain, London[33]
- 1971: Koan-Cuts V, Siebdruck auf Papier, Tate Britain, London[34]
- 1971: Spectrum Fountain, Liverpool[1]
- 1971: Two of the chimneys of Battersea Power Station, Siebdruck, British Museum, London[35]
- 1971–72: Sua Memoria[1]
- 1971: White Koan, Skulptur, bemalter Stahl und Neonbeleuchtung, Warwick Arts Centre[10][36]
- 1973: What is the sound of one hand clapping?, Video, British Museum, London[37]
- 1974: The Power Game, Performance, textbasiertes Glücksspiel und gesellschaftspolitische Farce für das Festival zur chilenischen Befreiung im Royal College of Art, London[1]
- 1974: Quantum 1, Siebdruck[38]
- 1974–75: Denslens, Drehbare Säule aus Plexiglas, umwickelt mit Nickeldraht, geprägtes Muster, motorisierte Drehscheibe[3]
- 1975: See Thru Koan: Even Five[14]
- 1975: What Is The Sound Of One Hand Clapping?, Film[1]
- 1976: Line 1[14]
- 1977: Alpha (Biting Through), Druck, British Museum, London[39]
- 1977: Beta (Biting Through), Druck, British Museum, London[40]
- 1977: Delta (Biting Through), Druck, British Museum, London[41]
- 1977: Epsilon (Biting through), Aquatinta und Papier, British Museum, London[42]
- 1977: Gamma (Biting through), Druck, British Museum, London[43]
- 1977: Zeta (Biting Through), Druck, British Museum, London[44]
- 1977–80: Circle of Light, Milton Keynes[1]

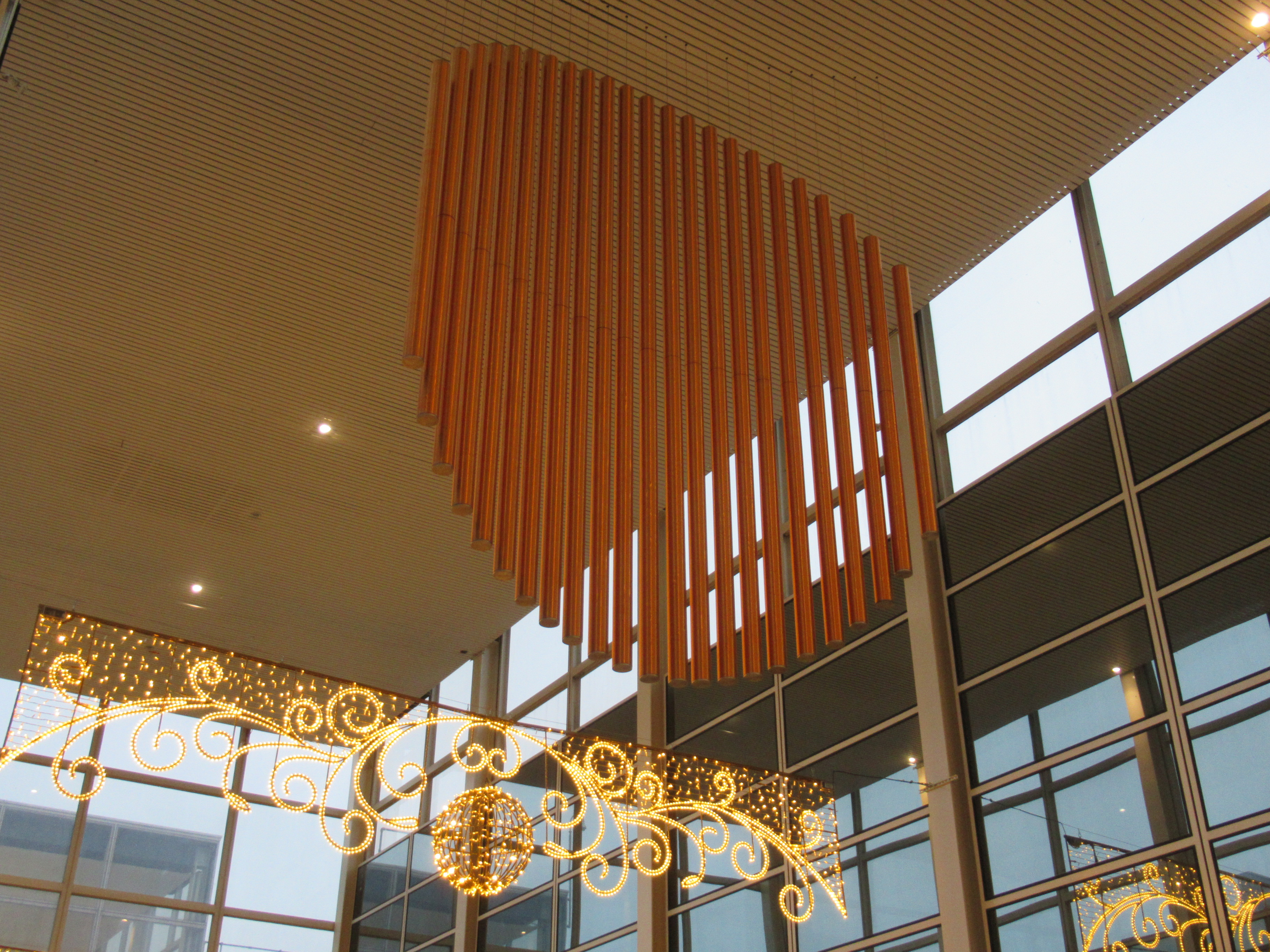
Circle of Light

- 1978: Four Figures of Light, Installation[3]
- 1978: Starskin, Pastell und Bleistift auf Papier[45]
- 1979: Feathered Lady, Totem-Skulptur[46]
- 1979: Windows, Wandinstallation[47]
- 1980: Heshe, Totem-Skulptur[46]
- 1982: Extrapolation, Skulptur aus Edelstahl, Sainsbury Centre for Visual Arts, Norwich[48]
- 1982: The Illusory Web, Skulptur mit Hologramm[49]
- 1982: Split Spiral Spin, Warrington[1][20]
- 1983: Spinning, Druck, British Museum, London[50]
- 1983: Lady of the Wild Things, Installation[47]
- 1983-2002: Crossing Map, Stoffgebundenes Buch mit einem autobiographischen Prosagedicht und 16 Leporello-Lithografien auf Papier in einem bedruckten Schuber, Tate Britain, London[1][51]
- 1984: Steel Koans[1]
- 1984–86: She[52]
- 1985: She, Pastell auf Papier[3]
- 1985–89: Inner Portraits[52]
- 1986: Woman of War, Installation[47]
- 1986–90: Bridal Wound, Glas, Straußenfedern, Filz und Marmor, Tate Britain, London[53]
- 1987: Transformation of the Bride into the Medusa[46]
- 1987: Zigzag Blues, Basingstoke[1]
- 1987–90: Headborn, Glas, Bronze und Leder, Tate Britain, London[54]
- 1988: Argo, Dorset[1]
- 1988: Carbon Black, Teddington (London)[1]
- 1989: Good Mother, Bad Mother, Ölstift auf Papier[55]
- 1990: Armoured Head, geblasenes Zinkglas und Metall, Tate Britain, London[56]
- 1990: Black Koan, University of Warwick Art Collection[57]
- 1992: The Inner Light, Skulptur, Reading[58]

- 1994: Dragon’s Dance, Cardiff[1]

- 1996: My Body, My Self[17]

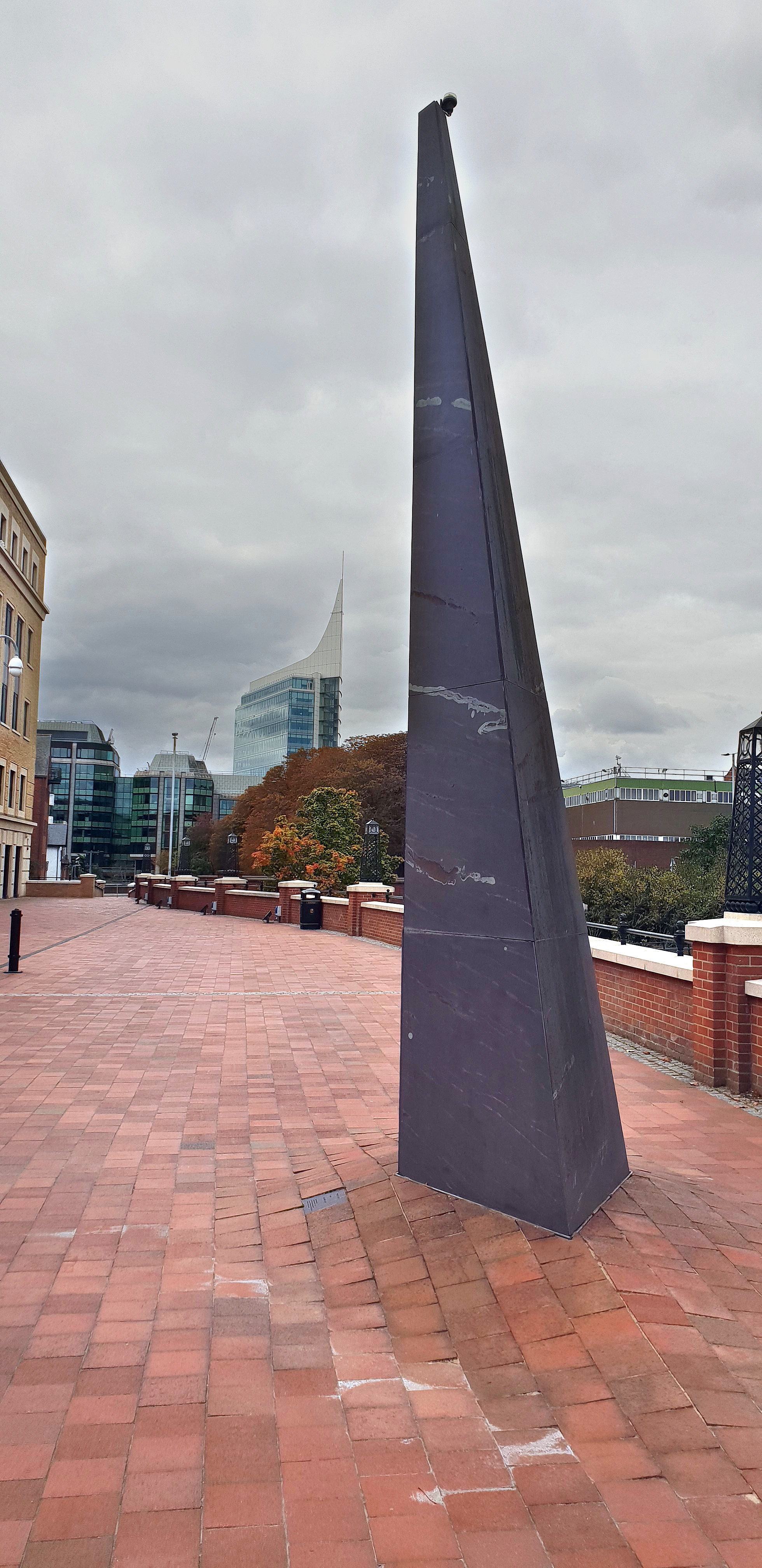
Inner Light

- 1997: Earth Sea Light Koan, St Mary’s Hospital, Isle of Wight[6]
- 1998: Seagate: The Sea in My Elbow[14]
- 1999: Light Columns[14]
- 2000: Fire My Soul, patinierte Bronze, Rubinglimmer, Neon, Messing und Edelstahlbeschläge[59]
- 2001: Lilith, patinierte Bronze, Phlogopit-Glimmer, Gas, Messing und Edelstahlbeschläge[59]
- 2001: Poemcone: Revealing[14]
- 2002–22: Sweet Solar Dreams[60]
- 2003: Inner Light II, London[1]
- 2005: Angular Cutting[14]
- 2005: Starslide, Evelina Children’s Hospital, London[7]
- 2005–09: Solar Hills, Solarinstallation zusammen mit dem amerikanischen Physiker John Vallerga, Marin Headlands[61]
- 2006: Prism Ring, industrieller Saphir und Sterlingsilber[59]
- 2008: Stardust Ruins, Installation[62]
- 2010: Inner Space Outer Space, 35-minütiger Film (zusammen mit Richard Wilding), in dem Lijn mit 12 Wissenschaftlerinnen und Wissenschaftlern an der University of California spricht.[63]
- 2011: Power Game Online[1]
- 2011: Caution Matter (zusammen mit Jamie Allen), Video[64]
- 2011: Lava Cuff[59]
- 2012: Light Pyramid, Milton Keynes[1]
- 2012: Solar Beacon, San Francisco[1]
- 2013: Crossing Map[1]
- 2013: The Dance, London[1]
- 2013: Fossil Belt, 8 Silberplatten mit silbernen Stiften an einem schwarz gefütterten Ledergürtel[59]
- 2013: Magma Brooch, silberne Schwefelbrosche[59]
- 2013: Peace Koans, Este[1]
- 2014: Image to Word[1]
- 2016: moonmeme, Macclesfield[1]
- 2016: Spinning Dolls, Sant’Anatolia di Narco[1]
- 2017: Magma Necklace[59]
- 2018: Converse Column, 9 Meter hohe rotierende und innen beleuchtete “Poem Machine”, die zwei separate Gedichte zeigt, die sich – eines im anderen – in entgegengesetzter Richtung drehen. University of Leeds[65][66]
- 2018: Fossil Necklace, galvanisierte Halskette aus Sterlingsilber[59]
- 2018: Magma Cuff, 18 Karat Gold[59]
- 2019: Fossil Twist Necklace, galvanisierte Halskette aus Silber und Gold[59]

## Gruppenausstellungen (Auswahl)
- 1970: Kinetics, Hayward Gallery, London[4]
- 1976–77: Beyond Light: Bill Culbert & Liliane Lijn, Serpentine Gallery, London[67]
- 1983: Electra, Musée d’art moderne de la Ville de Paris, Paris[6]
- 1984: 20th Century Drawings and Watercolours, Victoria and Albert Museum, London[6]
- 1985: Heads, Galerie Peter Ludwig, Köln[6]
- 1985: Livres des Artistes, Centre Georges-Pompidou, Paris[6]
- 1986: Technologia e Informatica, Biennale di Venezia, Venedig[6][12]
- 1987: Fischer Fine Art, London[6]
- 1988: Images du Futur ‘88, Cité des Arts et des Nouvelles Technologies de Montréal, Montreal[68]
- 1988: Licht und Transparenz, Museum Bellerive, Zürich[6]
- 1989: Artec Biennale, Nagoya[6]
- 1990: Chagall to Kitaj: Jewish Experience in 20th Century Art, Barbican Centre, London[6]
- 1991: Le Livre Illustré, Bibliothèque Municipale, Besançon[6]
- 1991: Les Artistes et La Lumière, Le Manège, Reims[6]
- 1993: Inner Light, Prudential Insurance Headquarters, Reading[6]
- 1993: Dragon’s Dance, Marks & Spencer, Cardiff[6]
- 2004: This Was Tomorrow: Art and the '60s, Tate Britain, London[7]
- 2005: A Summer of Love, Tate Liverpool, Liverpool[12]
- 2007: 60 Years of Sculpture in Arts Council Collection, British Museum, London[12]
- 2009: Poor. Old. Tired. Horse., Institute of Contemporary Arts, London[12]
- 2010: AV Festival, Newcastle upon Tyne[1]
- 2010: Beneath in the Radar in 1970 London, England & Co Gallery, London[69]
- 2012: Wandering Lines II, England & Co Gallery, London[69]
- 2011: Tate Britain, London[12]
- 2012: Ecstatic Alphabets/Heaps of Language, Museum of Modern Art, New York[70]
- 2014: Republic of the Moon, Bargehouse, London[71]
- 2014–15: Musée de Picardie, Amiens[2]
- 2015: Images Moving Out Onto Space, Tate St Ives, St Ives[72]
- 2016: Beat Generation, Centre Georges-Pompidou, Paris[73]
- 2017: As Above, So Below: Portals, Visions, Spirits & Mystics, Irish Museum of Modern Art, Dublin[74]
- 2017: Poemdrums and Koans, One Canada Square, London[75]
- 2018–19: Action <-> Reaction: 100 Years of Kinetic Art, Kunsthal Rotterdam, Rotterdam[76]
- 2022: The Milk of Dreams, Biennale di Venezia, Venedig[77][78]
- 2022–23: Siren, Amant, New York[79]
- 2022: Archive Lives Part 2: Documenting Women's Sculptural Practices in Britain, 1963-1993, Henry Moore Institute, Leeds[80]
- 2023: Concrete Experience, Badischer Kunstverein, Karlsruhe[81]
- 2023: Lighten UP! On Biology and Time, École polytechnique fédérale de Lausanne, Lausanne[82]
- 2024: Americans in Paris: Artists Working in Postwar France, 1946–1962, Grey Art Museum, New York University, New York[83]
- 2024–25: Radical Software: Women, Art and Computing 1960–1991, Musée d’Art Moderne Grand-Duc Jean, Luxemburg[84]
- 2025: Electric Dreams: Art and Technology Before the Internet, Tate Gallery, London[23][85]

## Einzelausstellungen (Auswahl)
- 1963: Liliane Lijn: Echo-Lights and Vibrographes, Librairie Anglaise, Paris[86]
- 1970: Linear Light Columns, Hanover Gallery, London[7]
- 1976: Serpentine Gallery, London[87]
- 1980: Roundhouse Gallery, Sennen[12]
- 1980: Circle of Light: Liliane Lijn, Sylvia Kouvali, London[55]
- 1987: Imagine the Goddess: Liliane Lijn, Sylvia Kouvali, London[88]
- 1987: Fischer Fine Art, London[12]
- 1993: Liliane Lijn: Poem machines 1962-1968, Victoria and Albert Museum, London[12]
- 2005: Liliane Lijn: Works 1959-80, Mead Gallery, Warwick Arts Centre, Coventry[23]
- 2006: Liliane Lijn: Selected Works 1959-2005, Austin Desmond, London[14]
- 2006: Selected Works 1959-1980, England & Co Gallery, London[69]
- 2011: Liliane Lijn: Light Years & Stardust Ruins, Riflemaker, London[89]
- 2012–13: Cosmic Dramas, Middlesbrough Institute of Modern Art, Middlesbrough[23]
- 2017–18: Spotlight: Liliane Lijn, Tate Britain, London[90]
- 2018: Liliane Lijn: Lady of the Wild Things, Rodeo Art Gallery, London[47]
- 2018: Liliane Lijn: Cosmic Dramas, Rodeo Art Gallery, Piräus[1]
- 2019: Earth Body Art, Museo Civico di Santa Croce, Umbertide[59]
- 2020: I AM SHE, Ordet, Mailand[91]
- 2024: Liliane Lijn. Arise Alive, Haus der Kunst, München[12][92] Die Ausstellung bietet einen Überblick über Lijns Werk seit den späten 1950er Jahren und zeigt Zeichnungen, Malerei, Skulpturen und Installationen.
- 2024–25: Liliane Lijn. Arise Alive, Museum moderner Kunst Stiftung Ludwig Wien, Wien[15][23]

## Werke in öffentlichen Sammlungen (Auswahl)
Lijns Arbeiten befinden sich u. a. in folgenden Institutionen:
- Art Gallery of New South Wales, Sydney[7]
- Art Institute of Chicago, Chicago[46]
- Arts Council of Great Britain[1]
- Bibliothèque Nationale de France, Paris[1]
- British Council[1]
- British Museum, London[93]
- Evelina London Children’s Hospital, London[7]
- Fonds National d‘Art Contemporain, Paris[93]
- Government Art Collection[1]
- Henry Moore Institute, Leeds[1]
- Kunstmuseum Bern, Bern[7]
- Musée d'art moderne de la Ville de Paris, Paris[46]
- Museum of Modern Art, New York[93]
- New York Public Library, New York[1]
- St Thomas‘ Hospital, London[1]
- Tate Britain, London[93]
- University of Warwick, Coventry[1]
- Victoria and Albert Museum, London[93]

## Preise und Auszeichnungen
- 1976: Alecto Award, Bradfort Print Biennale[1]
- 1978–79: Arts Council Award[94]
- 1981: Arts Council Publishing Award für Crossing Map[12]
- 1982: Arts Council Stipendium für Holografie[49]
- 1996: London Film Production Award[12]
- 2005: Ehrendoktorwürde der University of Warwick[1]
- 2005: Kunststipendium des Arts Council England in Zusammenarbeit mit dem Leonardo Network und der NASA am Space Sciences Laboratory der University of California[7]
- 2006: Arts Council England und Calouste Gulbenkian Foundation Award[12]
- 2010–11: Culture Lab Residency, University of Newcastle[12]
- 2012: Arts Council Award für Caution Matter[1]
- 2013: Artist in Residence, National Renewable Energy Centre[95]
- 2013: Engere Auswahl zur Gestaltung einer Skulptur für den vierten Sockel am Trafalgar Square[66]
- 2017–18: Artist in Residence, Universe O2, Paris[1]

## Rezeption
Lijn wird in dem 2024 erschienenen Überblickswerk Great Women Sculptors des Phaidon-Verlags aufgeführt, das über 300 Bildhauerinnen aus mehr als 60 Ländern porträtiert und einen Überblick über 500 Jahre Bildhauerei bietet.
In dem Buch Art of the Electronic Age beschrieb der Kunstkritiker Frank Popper Lijn als „bedeutende Künstlerin (…), die durch ihre praktischen und theoretischen Forschungen den Übergang vom Mechanischen zum Elektronischen in der Kunst begründete“, eine Einschätzung, die die Kunstkritikerin Jasia Reichardt teilt, wenn sie betont, dass in Lijns Werk Science Fiction, Religion und Quantenphysik aufeinandertreffen.

## Publikationen
- Zusammen mit Bill Culbert: Beyond Light, Arts Council of Great Britain. 1976, ISBN 978-0-7287-0118-2.
- Bibliothèque Kandinsky, Centre Pompidou (Hrsg.): Six Throws of the Oracular Keys. 1983.
- Crossing Map. Thames & Hudson, London 1984, ISBN 978-0-500-27291-6.
- Imagine the Goddess. Fischer Fine Art (Hrsg.): Imagine the Goddess. 1987.
- Victoria and Albert Museum (Hrsg.): Liliane Lijn Poem Machines 1962-1968. London 1993.
- Her Mother’s Voice. Lightline Press, 1998, ISBN 978-0-9540632-0-7.
- First Words. Lightline & Gefn Press, 1999, ISBN 978-1-902596-12-9.
- Stardust. Riflemaker, London 2009, ISBN 978-0-9553728-6-5.
- Cosmic Dramas. mima, 2012, ISBN 978-0-86083-093-1.
- Accepting the Machine: A Response by Liliane Lijn to Three Questions from Arts. In: arts journal. 11. Juni 2018.
- Liquid Reflections: A glittering coming-of-age memoir from the trailblazing artist. Hamish Hamilton, 2025, ISBN 978-0-241-70396-0.

## Dokumentarfilme
Für die Dokumentation theEYE – Liliane Lijn aus dem Jahre 2005, der von Illuminations in ihrer Reihe interviewbasierter Profile prominenter zeitgenössischer Künstlerinnen und Künstler gedreht wurde, war die Ausstellung Liliane Lijn: Works 1959-80 in der Mead Gallery im Warwick Arts Centre in Coventry ein Schwerpunkt.